# New Musik
New Musik war eine englische Synthie-Pop-Musikband der späten 1970er und frühen 1980er Jahre, angeführt von Songwriter, Sänger, Multiinstrumentalist und Produzent Tony Mansfield. Die Band war kommerziell nicht sehr erfolgreich, obwohl ihre Single Living by Numbers Platz 13 der britischen Charts erreichte und sie mehrere Auftritte in Top of the Pops hatte.
Die Band nahm drei Alben auf, die stilistisch zwischen Kraftwerk, The Cars, The Korgis, Tears for Fears und Orchestral Manoeuvres in the Dark lagen. Bemerkenswert war die Kombination von Rhythmusmaschinen und Synthesizern mit natürlichen Instrumenten, die zu Zeiten analoger Studios einen erheblichen produktionstechnischen Aufwand erforderte.

## Bandgeschichte

### Reeman Zeegus und die Nick Straker Band
Die späteren Bandmitglieder kannten sich teilweise bereits aus ihrer gemeinsamen Schulzeit an der Spencer Park School in Wandsworth. Tony Mansfield lernte 1972 Clive Gates kennen, der ein klassisch ausgebildeter Pianist ist. In dieser Zeit entstand die Vorläuferband von New Musik, Reeman Zeegus. Dieser Musikgruppe mit wechselnder Besetzung und wechselndem Namen (sie traten später als End of The World auf) gehörten neben Mansfield auch Clive Gates, Phil Towner und Tony Hibbert an. Sie traten in Pubs und Clubs auf und nahmen ein Demotape in einem Tonstudio auf. Ihre Musik war zunächst von T. Rex and King Crimson beeinflusst.
New Musik begann als Studioprojekt. Die Titel, die es 1980 auf das Debütalbum From A to B schafften, entstammten verschiedenen Aufnahmesessions. Bei den Aufnahmen war Nick Straker bei mehreren Titeln am Keyboard. Zur gleichen Zeit entstand Strakers späterer Erfolgshit A Walk in the Park, den die erste Bandbesetzung von New Musik – Tony Mansfield, Tony Hibbert, Phil Towner und Nick Straker – gemeinsam in einer ersten Fassung aufnahmen. Nachdem Straker einen eigenen Plattenvertrag bei Pinnacle Records erhalten hatte, waren Mansfield, Hibbert und Towner an den Aufnahmen zu seinem ersten Album beteiligt.

### Durchbruch
Das Jahr 1979 brachte den Durchbruch für New Musik: Clive Gates kam als festes Mitglied zur Band und ersetzte damit Straker. Tony Mansfield erhielt einen Plattenvertrag beim Londoner Label GTO Records. Der Titel Straight Lines wurde als erste Single veröffentlicht, die Band wurde bei BBC Radio 1 interviewt und trat ein erstes Mal bei Top of the Pops auf.
Die zweite Single Living by Numbers, veröffentlicht Anfang 1980, erreichte Platz 26 der britischen Charts. Die europaweite Vermarktung begann, so trat die Band mit Living by Numbers nicht nur bei Top of the Pops, sondern etwa auch im Musikladen im Deutschen Fernsehen auf. Auch die dritte Single This World of Water brachte ihnen einen internationalen Fernsehauftritt, dieses Mal in der niederländischen Musiksendung TopPop. Auf das Jahr 1980 fielen die ersten drei Live-Tourneen sowie die Veröffentlichung des Debütalbums From A to B (1980), welches in den UK-Charts Platz 30 erreichte. Im Vereinigten Königreich wurde aus dem Debütalbums noch Sanctuary als Single ausgekoppelt. In Frankreich wurde die B-Seite von Straight Lines, On Islands, als Single ausgewählt. On Islands verkaufte sich sehr gut – im August 1980 stieg der Titel bis auf Platz neun der Charts.
Im September 1980 trat die Band in Rotterdam beim New Pop Festival auf.

### Zweites und drittes Album
Das zweite Album Anywhere (1981) erreichte lediglich Platz 69 der UK-Charts. Prägend für den Sound des Albums war der Einsatz des ersten programmierbaren Drumcomputers, des Roland CR-78. Zum Zeitpunkt der Veröffentlichung begann die Auflösung des Labels GTO Records, dass völlig in seinem Mutterlabel CBS aufging. Die Band fühlte sich nicht mehr gut vom Label unterstützt, die beiden Singles Luxury und While You Wait aus dem Album Anywhere erreichten keine Chartplatzierung. Dennoch erfreute sich das Album auch in Deutschland zu jener Zeit bei HiFi-Enthusiasten eines bestimmten Status, da der Beginn des ersten Tracks They All Run After the Carving Knife zu dieser Zeit die Grenzen analoger Wiedergabegeräte ausreizte. They All Run After the Carving Knife war als Single ausschließlich in Deutschland und den Niederlanden ausgekoppelt worden, für die Singleversion wurden jedoch das Intro und Outtro der fast sechs Minuten langen Albumversion entfernt. In Frankreich wurde mit Churches abermals ein anderer Titel als Single ausgewählt, dieser stieg auch in die Charts ein.
In den Vereinigten Staaten entschied sich das CBS-Tochterlabel Epic Records gegen die Veröffentlichung der ersten beiden New Musik-Alben und brachte stattdessen eine Auswahl von Titeln aus beiden Alben unter dem Namen Sanctuary auf den Markt.
Tony Hibbert und Phil Towner verließen New Musik nach Anywhere. Stattdessen stieß Cliff Venner zur Band. Das dritte und letzte Album Warp (1982), dessen Veröffentlichung nun auch im Vereinigten Königreich über das Label Epic Records erfolgte, war im Gegensatz zu den ersten beiden fast vollständig elektronisch aufgenommen. Es war etwas weniger zugänglich als die beiden Vorgänger und erreichte keine Chartplatzierung, möglicherweise weil der hitverdächtigste Song Hunting nicht ausgekoppelt wurde, welcher aber in den Diskotheken für volle Tanzflächen sorgte. Bei mehreren Stücken des Albums übernahmen neben Tony Mansfield auch Cliff Venner und Clive Gates Gesangsparts. Als Singles wurden The Planet Doesn't Mind, das Beatles-Cover All You Need Is Love und der Titeltrack Warp ausgewählt.
Nach diesen letzten Werken als New Musik kam es 1982 zu zwei Zusammenarbeiten mit Rob Fisher: Tony Mansfield als Produzent und an den Simmons Drums sowie Phil Towner am Schlagzeug waren an der Produktion des ersten Albums von Naked Eyes beteiligt. Tony Mansfield, sein jüngerer Bruder Lee Mansfield und Rob Fisher bildeten zudem die kurzlebige New Musik-Nachfolgeband Planet Ha Ha, die auch ein Album produzierten, welches jedoch nie veröffentlicht wurde. Ihre einzige Single Home war vom Label EMI ursprünglich für Steven Spielbergs Film E.T. – Der Außerirdische vorgesehen gewesen, kam aber nicht zum Einsatz.
Im Jahr 1984 kam noch einmal die Idee auf, ein weiteres New Musik-Album in Originalbesetzung aufzunehmen, mangels realistischer Aussicht auf einen Plattenvertrag kam dieses jedoch nicht zustande.

## Diskografie

### Studioalben
| Jahr | Titel       | Höchstplatzierung, Gesamtwochen, AuszeichnungChartplatzierungen (Jahr, Titel, Platzierungen, Wochen, Auszeichnungen, Anmerkungen) | Höchstplatzierung, Gesamtwochen, AuszeichnungChartplatzierungen (Jahr, Titel, Platzierungen, Wochen, Auszeichnungen, Anmerkungen) | Höchstplatzierung, Gesamtwochen, AuszeichnungChartplatzierungen (Jahr, Titel, Platzierungen, Wochen, Auszeichnungen, Anmerkungen) | Höchstplatzierung, Gesamtwochen, AuszeichnungChartplatzierungen (Jahr, Titel, Platzierungen, Wochen, Auszeichnungen, Anmerkungen) | Anmerkungen                     |
| Jahr | Titel       | UK | FR | IE | NL | Anmerkungen                     |
| ---- | ----------- | --- | --- | --- | --- | ------------------------------- |
| 1980 | From A to B | UK35 (9 Wo.)UK | — | — | — | Erstveröffentlichung: Mai 1980  |
| 1981 | Anywhere    | UK68 (2 Wo.)UK | — | — | — | Erstveröffentlichung: März 1981 |

grau schraffiert: keine Chartdaten aus diesem Jahr verfügbar
Weitere Veröffentlichungen
- 1981: Sanctuary
- März 1982: Warp

### Singles
| Jahr | Titel Album                     | Höchstplatzierung, Gesamtwochen, AuszeichnungChartplatzierungen (Jahr, Titel, Album, Platzierungen, Wochen, Auszeichnungen, Anmerkungen) | Höchstplatzierung, Gesamtwochen, AuszeichnungChartplatzierungen (Jahr, Titel, Album, Platzierungen, Wochen, Auszeichnungen, Anmerkungen) | Höchstplatzierung, Gesamtwochen, AuszeichnungChartplatzierungen (Jahr, Titel, Album, Platzierungen, Wochen, Auszeichnungen, Anmerkungen) | Höchstplatzierung, Gesamtwochen, AuszeichnungChartplatzierungen (Jahr, Titel, Album, Platzierungen, Wochen, Auszeichnungen, Anmerkungen) | Anmerkungen                        |
| Jahr | Titel Album                     | UK | FR | IE | NL | Anmerkungen                        |
| ---- | ------------------------------- | --- | --- | --- | --- | ---------------------------------- |
| 1979 | Straight Lines From A to B      | UK53 (5 Wo.)UK | — | — | — | Erstveröffentlichung: Oktober 1979 |
| 1980 | Living by Numbers From A to B   | UK13 (8 Wo.)UK | FR91 (1 Wo.)FR | IE12 (4 Wo.)IE | — | Erstveröffentlichung: Januar 1980  |
| 1980 | This World of Water From A to B | UK31 (7 Wo.)UK | — | IE18 (2 Wo.)IE | NL23 (6 Wo.)NL | Erstveröffentlichung: April 1980   |
| 1980 | On Islands From A to B          | — | FR9 (11 Wo.)FR | — | — | Erstveröffentlichung: Mai 1980     |
| 1980 | Sanctuary From A to B           | UK31 (7 Wo.)UK | — | — | NL44 (1 Wo.)NL | Erstveröffentlichung: Juli 1980    |
| 1981 | Churches Anywhere               | — | FR57 (12 Wo.)FR | — | — | Erstveröffentlichung: Mai 1981     |

grau schraffiert: keine Chartdaten aus diesem Jahr verfügbar
Weitere Singles
- Januar 1981: Luxury
- April 1981: While You Wait
- Frühjahr 1981: They All Run After The Carving Knife (See How They Run)
- September 1981: The Planet Doesn't Mind
- Februar 1982: All You Need Is Love
- Juni 1982: Warp